# 毛 (動物)

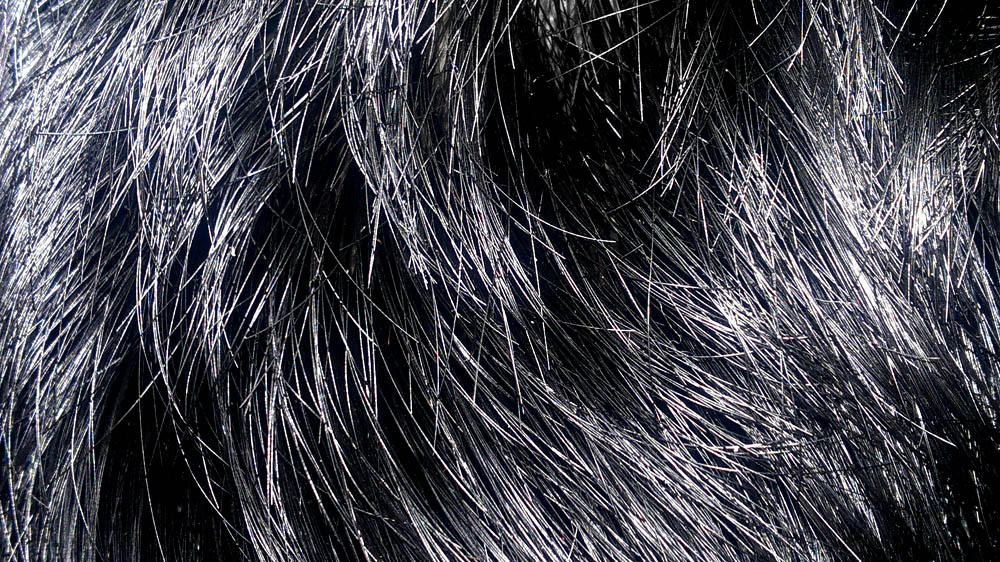
ヒトの滑らかな黒髪。

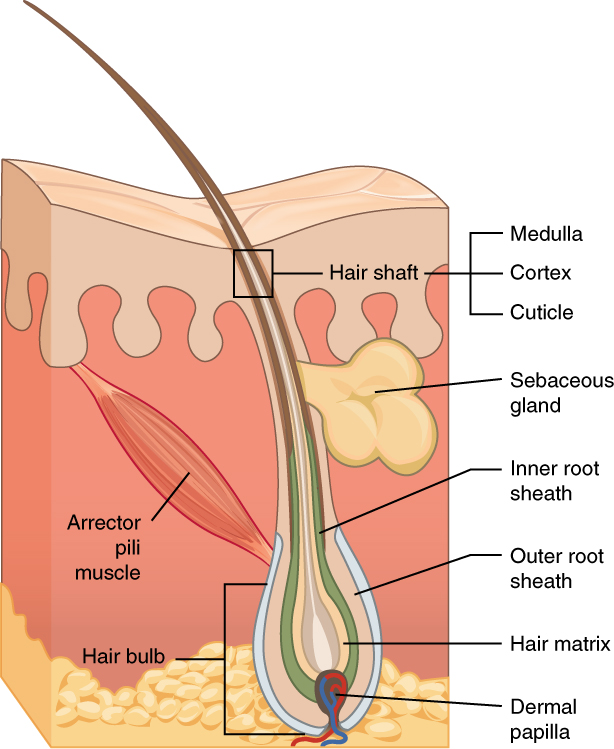
毛根の概略図

生物学においての 毛（け、英: Hair）とは、生物の構造の一つであり、生物体表面から突出した突起状構造のうち非常に細いものをさす。非常に広い範囲の生物において、様々なものがある。
哺乳類はケモノ（=毛物）の通称どおり、概ね体表に体毛（獣毛）を生やしている。
ただし逆に、放熱効率を得るなどの目的で体毛が薄くなるよう進化した種も少なくなく、その場合露わな皮膚が防御上弱点となることもある。ヒトも体毛が薄い。

## 哺乳類の毛
哺乳類の毛は皮膚の角質化によって生じた構造に由来するもので、爬虫類の鱗、鳥類の羽毛と相同であるとされ、時にまとめて羽毛と呼ばれる。一般に体温の保持と体表面の保護の役割を担うものと考えられる。特に、ほ乳類は恒温動物であり、寒冷な環境では体温を保つために長い毛を密に持つものが多い。毛穴の奥で形成され、そこから伸び出してくる。ヤマアラシなどの皮膚にある針状のものも毛の一種である。馬、ライオンなどに見られる頭部や頸部など特定の部位に生えている毛をとくに「たてがみ」という。

### 季節による変化
全身の毛は主として防寒の役割を果たすが、四季のはっきりした地域では、季節による気候の差に対応するように、毛の生え方が変わる。夏のそれを夏毛(なつげ)と言い、冬のそれを冬毛（ふゆげ）という。一般に冬毛の方が細かい毛が密生している。毛皮の用途には冬毛が喜ばれる。この2つの毛は、見かけの色も大きく変化する例があり、オコジョやエチゴウサギでは、冬は真っ白の体毛になる。これは雪の多い地方での保護色として働く。この中間の季節には短い時期にこのような毛が入れ替わる時期があり、毛変わりと呼ばれる。
なお、このような変化は鳥でもみられ、やはり夏毛、冬毛と呼ぶ。

### 構造

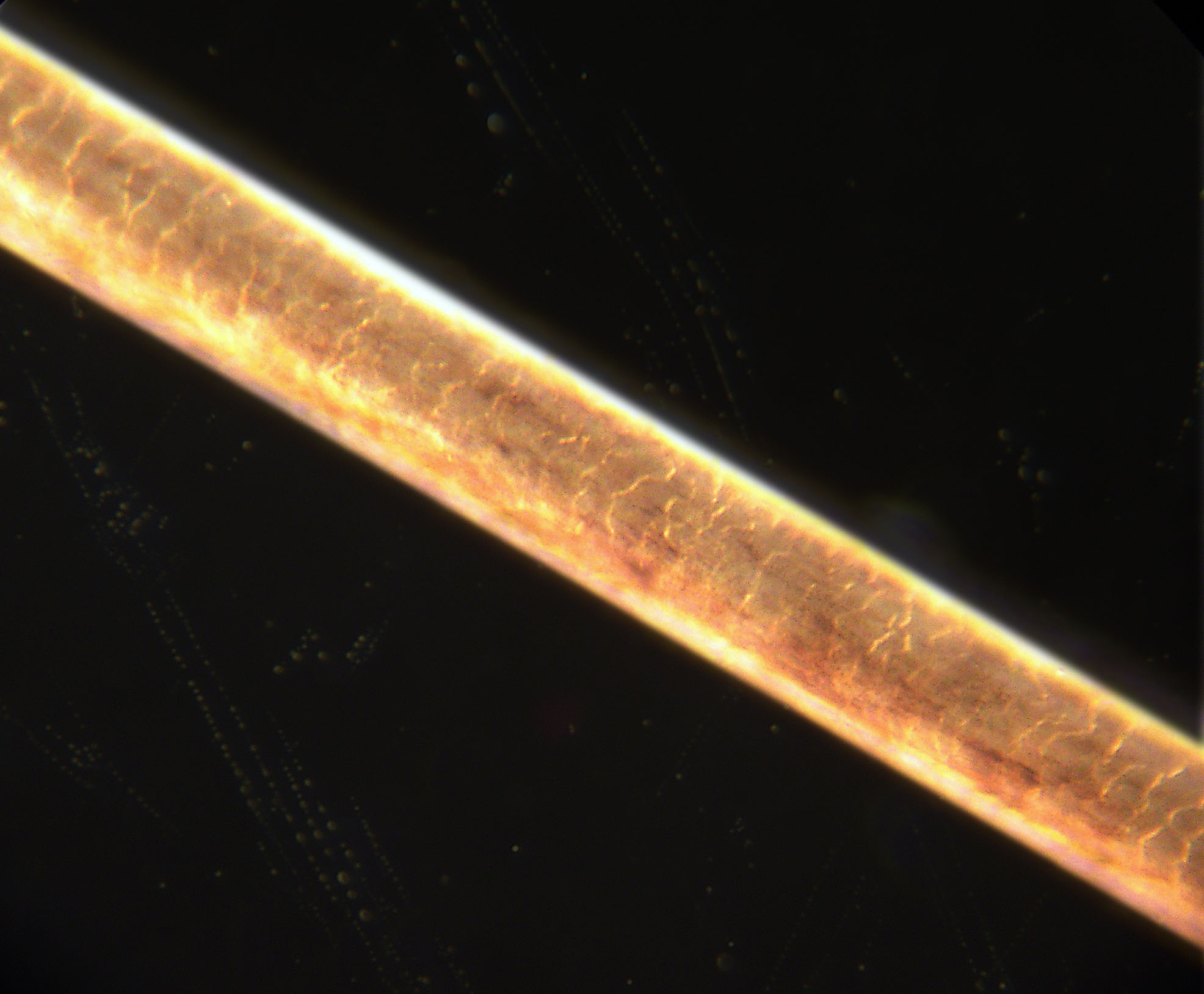
200倍に拡大した髪の毛

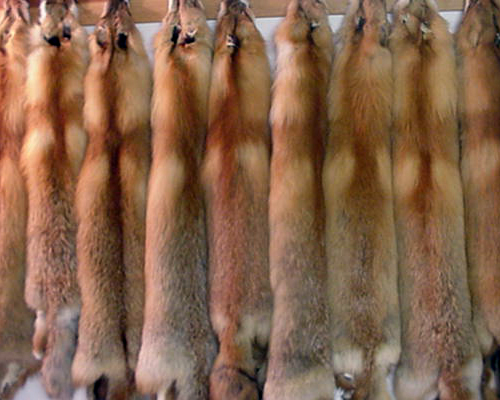
羊毛は一つの層のキューティクルから、他の動物の毛はさらに多くの層のキューティクルから構成される。

毛は生物学的重合体である。乾燥重量の90%以上はケラチンと呼ばれるタンパク質で構成されている。通常の状態では、ヒトの毛は約10%の水を含んでおり、その性質を顕著に変えている。毛のタンパク質はアミノ酸システインからのジスルフィド結合によって互いに結びついている。これらの結合は非常に頑強で、例えばほとんど傷の無い毛が古代エジプトの墓から再生されている。毛の異なる部分は、固い組織から軟らかい組織まで、異なるシステインのレベルを持っている。
構造的には、3層からなり、中心部は毛髄質(メデュラ)、次に毛皮質（コルティックス）、外側がキューティクル（クチクラ）と呼ばれる外部の覆いから構成されている。ただし、羊毛などの比較的細い毛には毛髄質は見られない。
それぞれの皮質細胞の中には、繊維の軸に平行に走っている多くの微小細胞があり、微小繊維の間は基質と呼ばれる軟らかい組織がある。それらは毛包から成長する。
また、生えていく段階も3段階に分けられ、生合成・組織化が行われる毛球部（毛乳頭、毛母細胞、基底層）、次にケラチン化領域、最後に終毛（脱水状態の角化細胞、間充物質）である。
キューティクルは、毛の機械的強度の大部分の原因となる。それらは鱗状の層から構成されている。ヒトの毛は通常6 - 8層のキューティクルから構成される。羊毛は一つの層から、他の動物の毛はさらに多くの層から構成される。

### 毛根
- 毛包
  - 内毛根鞘（英語版）
    - ヘンレ層（英語版）
    - ハックスレー層（英語版）
    - 内毛根鞘小皮

## 服の材料としての毛
動物繊維のひとつである、ウール、カシミア、モヘヤ（アンゴラ）、らくだ、アルパカ、ビクーニャ、グアナコ、リャマ、キヴィアック、ポッサム、ミンク、チンチラなどの獣毛のことを毛と呼ぶ。特にウール（羊の毛）のことをさす場合が多い。

### 虫害
毛は蛋白質の一種であるケラチンが主成分であるため、昆虫からの食害に弱い。主な害虫はヒメマルカツオブシムシ、カツオブシムシ、イガである。日本では温度、湿度の高い夏に害を受けることが多い。
これらを予防するためには虫干し、ブラッシング、防虫剤が有効である。この中でも防虫剤は絶大な効力を発揮する。パラジクロロベンゼン、樟脳、ナフタレン等昇華性の高いものがよく使われる。蒸散性のあるピレスロイド系薬剤も使われるようになってきている。

## 動物一般における毛
脊椎動物以外の動物（無脊椎動物）まで範囲を広げると、一般的に体表面の糸状の突起を毛と呼んでいる。キチン質などの表皮を持つものでは、太くて鋭く、あまり曲がらないものは剛毛（ごうもう、英: seta, 複数形: setae）もしくは刺毛（しもう）と呼ばれる。

### 節足動物の場合
節足動物の場合、毛は体表の外骨格の突出部である。太くて曲がらない棘とは異なり、毛は細くて曲がることができる。その基部に曲がるための構造（ごく薄くなったクチクラなど）がある場合もあり、各部に刺激の受容部を持って、感覚器として働く場合も多い。クモ類では、その基部に毛の動きを捉えるしくみがあり、音を聞く（空気の振動を受容する）構造と考えられるものが脚にある。これを聴毛（ちょうもう、英: trichobothria）という。甲殻類では、触角の付け根には嗅覚に関わると考えられる、毛束状の感覚毛（かんかくもう、英: esthetasc）をもつ場合がある。
- 剛毛感覚子

### 環形動物の場合
環形動物の多毛類では体節毎に存在する疣足に特異な形の針状の構造の束がある。これを剛毛という。貧毛類では疣足はなく、剛毛のみが体節毎に配置する。これらは体に半ば埋もれており、種によっては出し入れでき、運動の補助的役割を果たす。その先端は鈎型、櫛状など様々で、分類上の特徴ともなっている。

## 細胞に関わるもの
細胞表面の毛で運動に関わるものに鞭毛・繊毛がある。

## 人体の毛
毛は皮膚の中でも皮溝が深い部分から生えてくる。人体の毛の機能は外力や異物から皮膚を保護し、人体を保温することである。
毛を器官の一種「毛器官」として見た場合、毛器官は毛そのものと毛根部を囲む毛包からなる。毛包には立毛筋が付着し、毛を逆立て「鳥肌」を起こす。毛そのものは皮膚から露出している毛幹と、皮膚に埋もれた毛根に分かれる。毛の構造は毛髄質・毛皮質・毛小皮に分かれる。毛根の根元となる部分は毛球と呼ばれ、毛球の中央に毛乳頭がある。毛乳頭を取り囲む毛母には血管が通っており、毛母細胞とメラノサイトがある。毛母細胞は分裂・分化しながらケラチンを産出し毛を作り、メラノサイトはメラニンを産出して毛に提供する役割を持つ。
アンドロゲン（男性ホルモン）によって髭・胸毛・陰毛の発育が促進されるが、反対に頭髪の発育は抑制される。副腎皮質ホルモンによって毛の成長を促進される。
毛が発育・脱毛を繰り返すサイクルを毛周期と呼び、成長期・退行期・休止期を繰り返す。この毛周期は身体の部位や年齢によって長さが異なり、加齢に伴い毛周期は長くなる傾向にある。
病気や遺伝などで減少した毛量を増やす方法として植毛がある。植毛には自分の毛を植え込む「自毛植毛」と、人工毛を植え込む「人工植毛」の2種類がある。

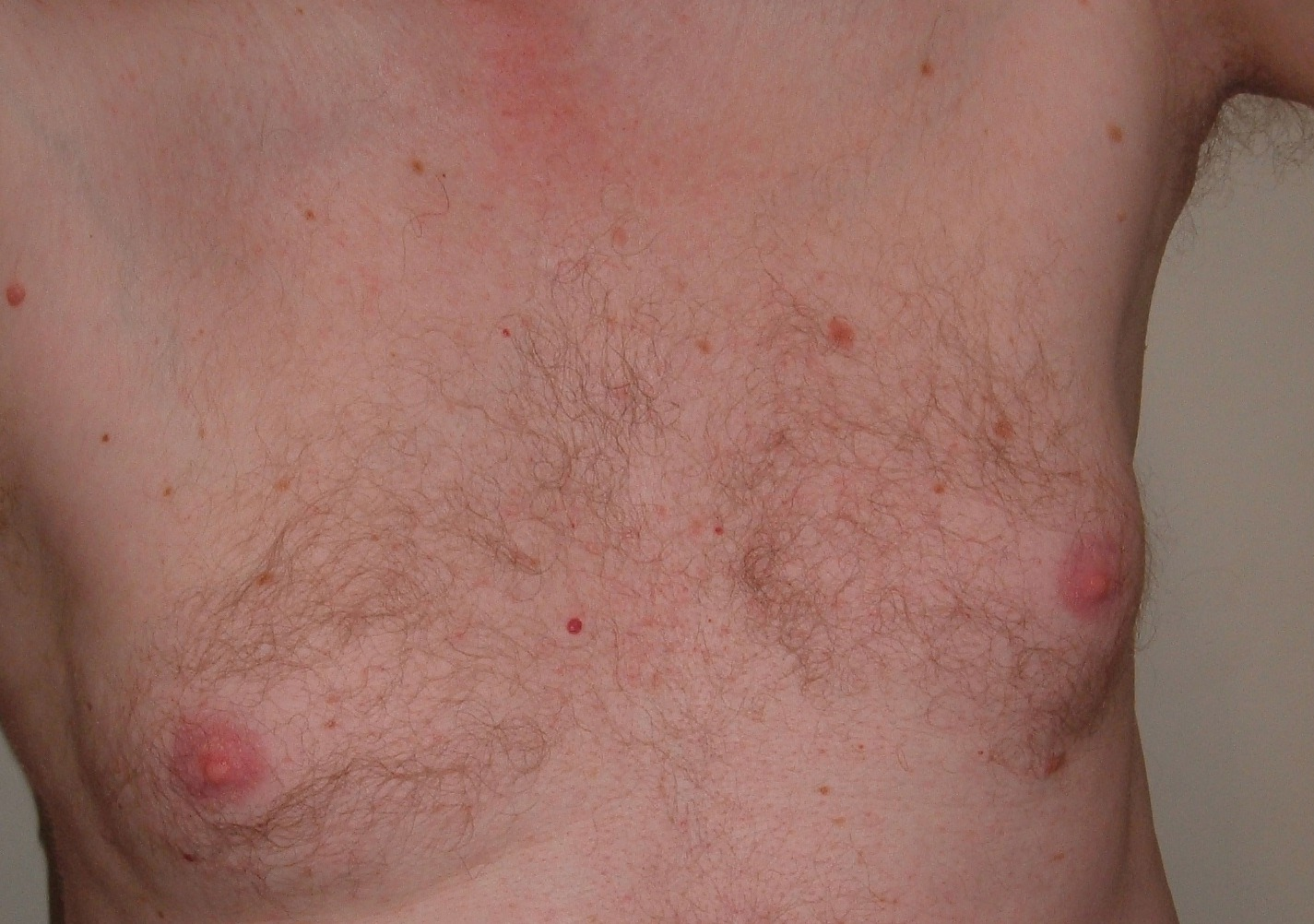
胸毛
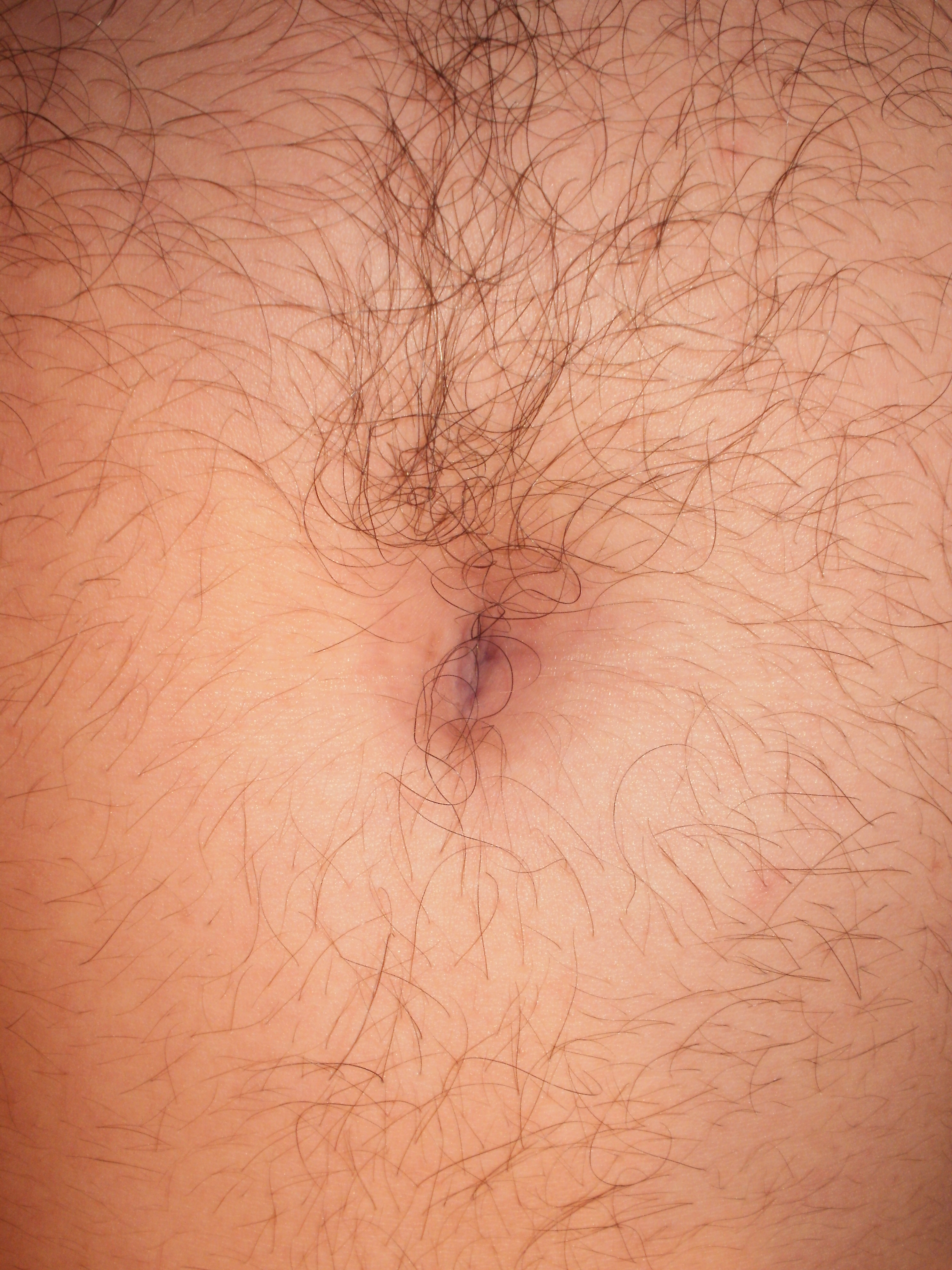
腹毛
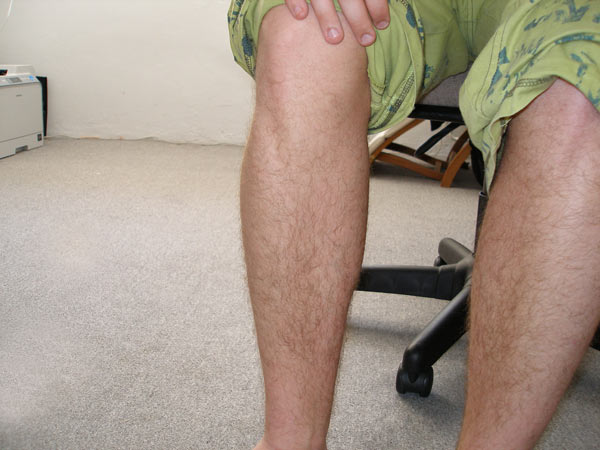
脛（すね）毛

### 部位
- 頭髪
- 耳毛
- 鼻毛
- 腋毛（脇毛、わき毛）
- 胸毛
- 腹毛
- 陰毛
- 尻毛
- 脛毛（すね毛）
- 産毛
- 揉み上げ
- 髭（ひげ）
- 睫毛（まつ毛）
- 眉毛（まゆ毛）
- 柔毛
- 埋没毛
- 指毛

### 脱毛・除毛
- ワックス脱毛
  - ブラジリアンワックス脱毛
- レーザー脱毛
- 剃毛
- 除毛剤（除毛クリーム、除毛ムースなど）

## その他
- ヒトの髪の色、染髪
- ヘアスタイル
- 髪質分類（英語版）
  - 直毛、ストレート
  - ウェーブヘア
  - カーリーヘア（巻き毛、縮毛）
  - キンキーヘア（英語版） - 縮れた髪毛。アフリカ系人種の髪（英語版）など暑い気候の人種に見られる。